# 杭州滨江天街
杭州滨江天街又叫滨江龙湖天街，是位于杭州市滨江区的一家大型商场，地处江南大道与江汉路口（江汉路1515号），属于龙湖集团旗下。2017年9月23日开业，面积24万平米，是继杭州金沙天街后龙湖集团在杭的第二家“天街”。

## 简介
主要商家有CGV影城全国旗舰店（含IMAX）、永辉生鲜精品超市Bravo（地下）、全明星滑冰俱乐部、GALA KTV、飒拉、新元素、蓝蛙、威尔士健身、西西弗书店等。位于7层屋顶的“1515空中街区”，包含涂鸦广场、树洞公园、天空农场、宴请酒楼、花园餐厅及科技互动西餐厅。
附近有春江郦城（小区）、风雅钱塘（小区）、倾城之恋（小区）。

## 图集
- 从江南大道东北侧看天街
- 从江南大道与江汉路路口东北侧看天街
- 杭州地铁18号线江汉路站施工现场与路西的天街